# Cantone di Bort-les-Orgues
Il Cantone di Bort-les-Orgues era una divisione amministrativa dell'arrondissement di Ussel.
A seguito della riforma approvata con decreto del 24 febbraio 2014, che ha avuto attuazione dopo le elezioni dipartimentali del 2015, è stato soppresso.

## Composizione
Comprendeva i comuni di:
- Bort-les-Orgues
- Margerides
- Monestier-Port-Dieu
- Confolent-Port-Dieu
- Saint-Bonnet-près-Bort
- Saint-Julien-près-Bort
- Saint-Victour
- Sarroux
- Thalamy
- Veyrières